# Дністер (банк, 1895)

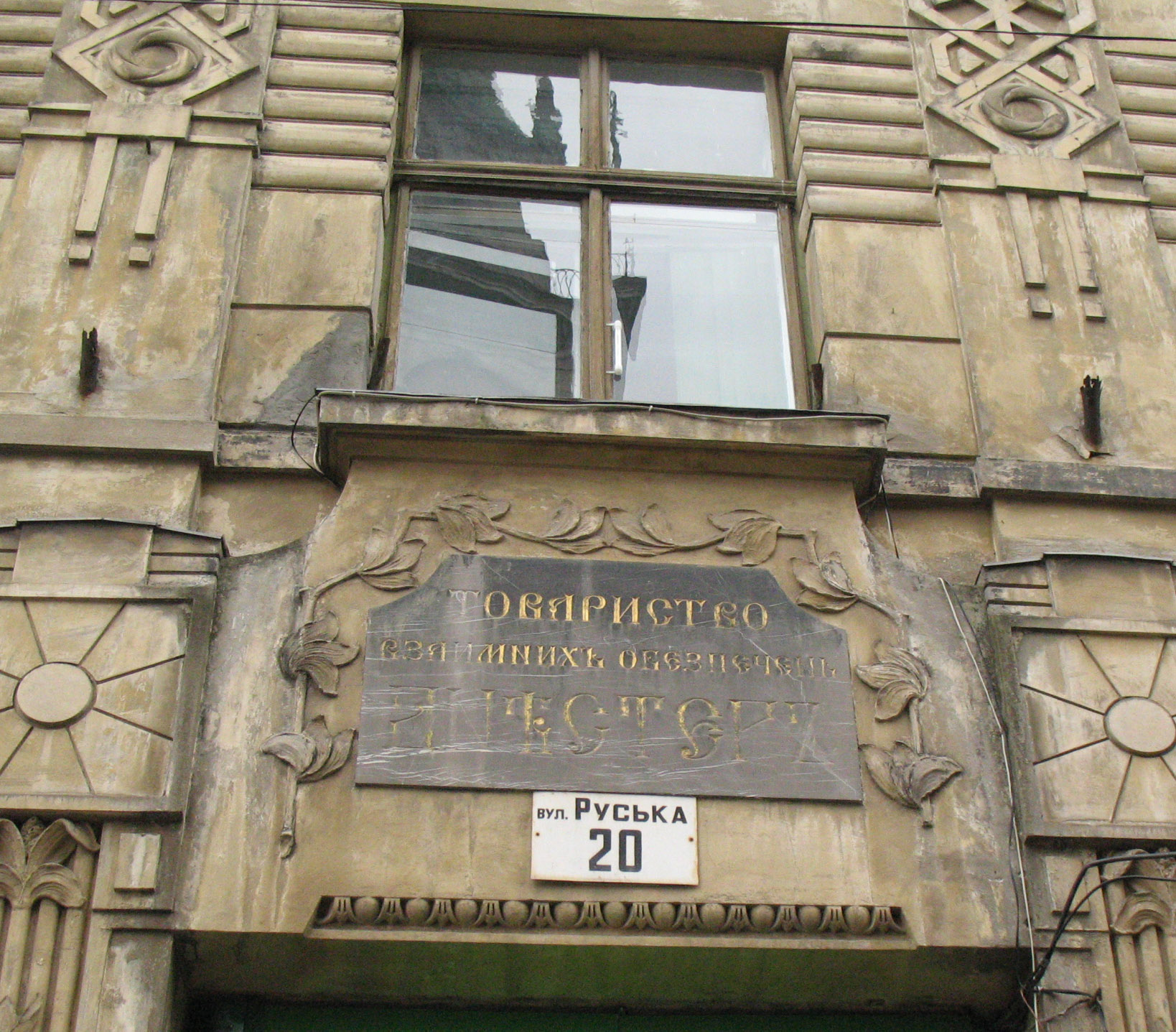
Табличка товариства на будинку. Сучасний вигляд

«Дністе́р» — український кооперативний банк з обмеженою порукою у Львові. Заснований 1895 р. з метою зберігати заощадження, надавати позички українському населенню. Розміщувався у будинку № 20 на вул. Руській. Ліквідований у 1939 р.
Серед відомих працівників — Володимир Калинович.